# スロバキア・ソビエト共和国

スロバキア・ソビエト共和国
Slovenská republika rád (スロバキア語)
Szlovák Tanácsköztársaság (ハンガリー語)
Словацька Радянська Республіка (ウクライナ語)

国の標語: Proletári všetkých krajín, spojte sa!（スロバキア語）
万国の労働者よ、団結せよ！国歌: Internacionála（スロバキア語）
インターナショナル

      スロバキア・ソビエト共和国

スロバキア・ソビエト共和国（スロバキア・ソビエトきょうわこく、スロバキア語: Slovenská republika rád、ハンガリー語: Szlovák Tanácsköztársaság、ウクライナ語: Словацька Радянська Республіка、スロバキア評議会共和国）は、1919年6月16日から同年7月7日までスロバキアの南東に存在した、短命の社会主義国家である。ハンガリー評議会共和国の傀儡国家。首都はプレショフで、チェコの記者アントニン・ヤロスラフが国家評議会議長をつとめた。

## 概要

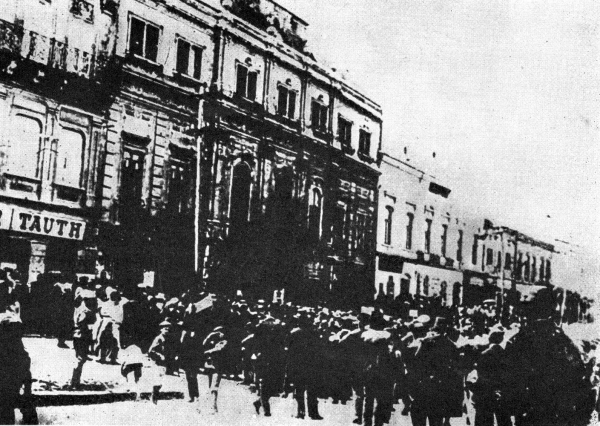
プレショフにおける国家樹立宣言

1918年、第一次世界大戦中の三国協商のチェコスロバキアの政治家に対する領土の約束に従い、チェコスロバキア軍はハンガリー北部（en:Upper Hungary）を占領し始めたが、ハンガリー評議会共和国の軍はこれに対抗しハンガリー北部（今日ではほとんどの領域がスロバキア領）を占拠した。これにより1919年6月16日、スロバキア・ソビエト共和国は成立した。
ハンガリー、チェコスロバキア、ルーマニアとの短い戦争（en:Hungarian–Czechoslovak War）を経て、翌月の7月7日、スロバキア・ソビエト共和国は崩壊し、その後領土はチェコスロバキアに統合された。